# Kapałkowy Dziób
Kapałkowy Dziób (słow. Ľadový pazúr) – turnia w Kapałkowej Grani w słowackiej części Tatr Wysokich. Jest wyższym z dwóch najwybitniejszych obiektów w zachodniej grani Pośredniej Kapałkowej Turni, od której oddzielają go Wrótka za Dziobem. Drugą z tych turni jest Kapałkowy Słup, od Kapałkowego Dzioba oddzielony Wrótkami za Słupem.
Północne stoki opadają z Kapałkowego Dzioba i sąsiednich obiektów do Kapałkowego Koryciska, odgałęzienia Doliny Śnieżnej, natomiast południowe – do Doliny Suchej Jaworowej.
Na wierzchołek nie prowadzą żadne znakowane szlaki turystyczne. Wejście dla taterników możliwe jest granią lub z obu sąsiednich dolin. Zarówno w południowej, jak i w północnej ścianie Kapałkowego Dzioba tkwią wyraźne żebra.
Pierwsze wejścia:
- letnie – Gyula Komarnicki i Roman Komarnicki, 30 lipca 1909 r.,
- zimowe – Čestmír Harníček, Arno Puškáš, Karel Skřipský i Jozef Velička, 26 marca 1953 r.[2]